# Гребенников, Сергей Анатольевич
Сергей Анатольевич Гребенников (род. 15 августа 1960, Новосибирск) — советский и российский художник, график, член Союза художников России (2000).

## Биография
Сергей Гребенников родился 15 августа 1960 года в Новосибирске.
В 1977—1982 годах учился в Новосибирском инженерно-строительном институте имени В. В. Куйбышева (архитектурный факультет).
После учёбы начал заниматься архитектурной графикой, принимал участие в конкурсах и выставках молодежного направления «бумажная архитектура» (в России и других странах).
С 1985 года принимает участие во всесоюзных, областных, региональных и зарубежных выставках.
С 1986 года иллюстрировал периодические издания и книги для Новосибирского книжного издательства.
В 1987—1989 годах работал в САКБ НИСИ имени В. В. Куйбышева, в этот период занимался оформлением «Дня города» Новосибирска и праздника газеты «Молодость Сибири».